# Saponaria griffithiana
Espèce
Saponaria griffithiana est une espèce de plantes à fleurs de la famille des Caryophyllaceae.